# Bici Crítica

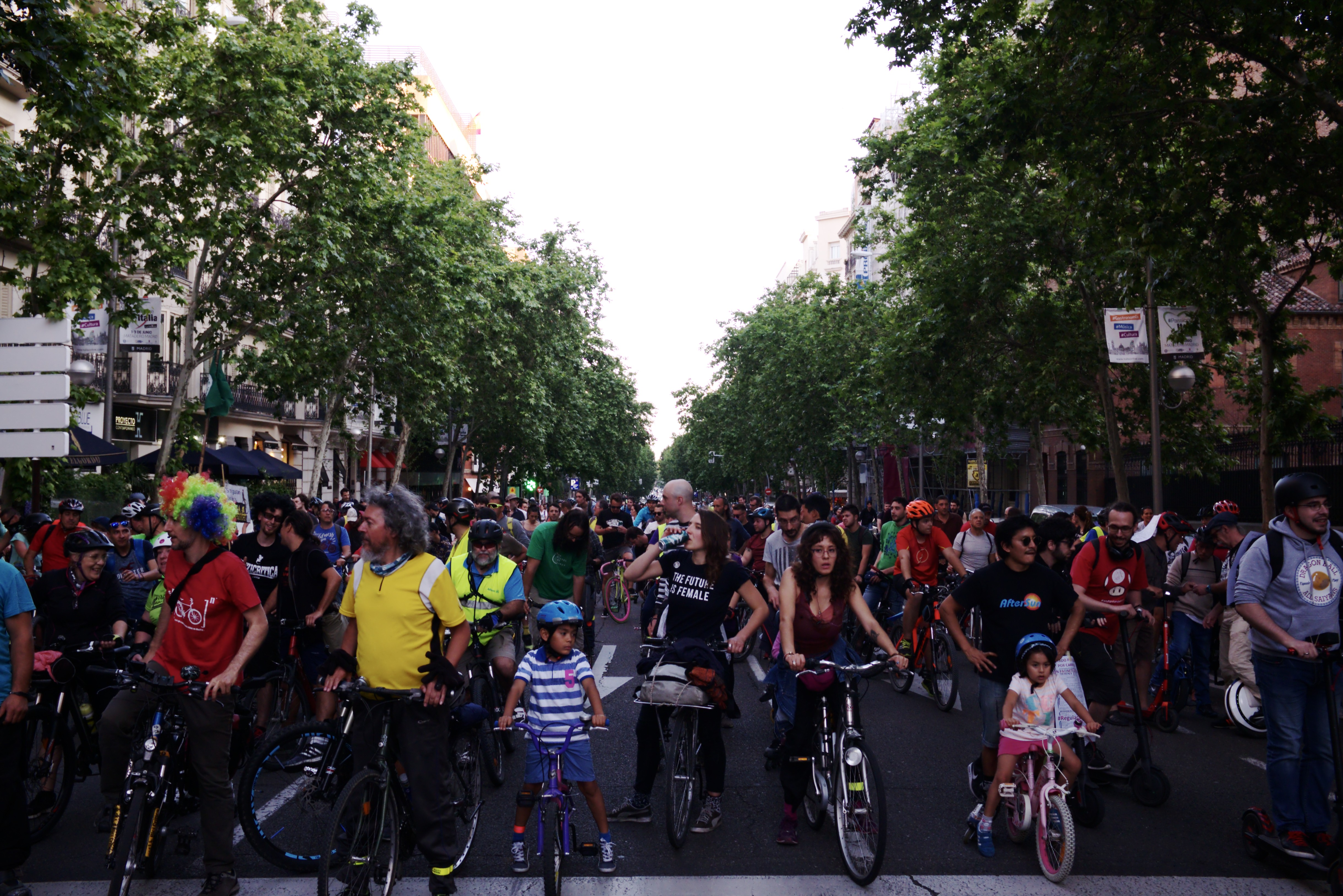
Bici Crítica de Madrid

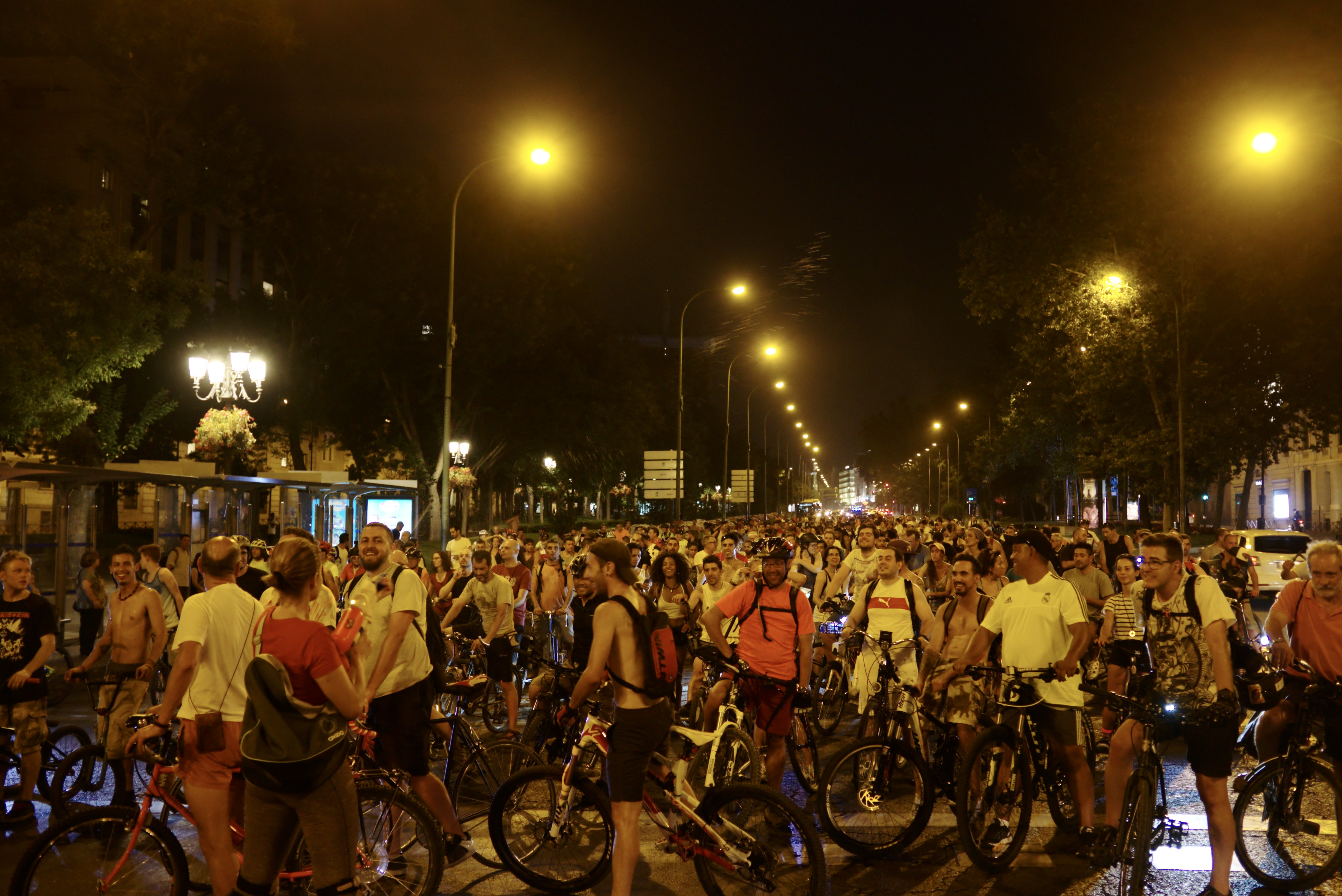
Bici Crítica de Madrid

La Bici Crítica de Madrid es la más numerosa Masa Crítica dentro del territorio de España contando en la actualidad con la participación de más de un millar de ciclistas urbanos. Algunas otras ciudades españolas (Granada, Logroño, León, etc.) también han nombrado a su edición de la Masa Crítica de esta manera. De igual forma, diferentes ciudades de la Comunidad Autónoma de Madrid también han denominado a sus ediciones como «Bici Crítica,» por ejemplo, la Bici Crítica del Suroeste (Alcorcón y Móstoles), la Bici Crítica del Sur (Getafe, Leganés y Fuenlabrada), la de Pinto o la de Moratalaz
.
En el caso de Madrid, la marcha comienza a las 20h los últimos jueves de cada mes partiendo desde la Plaza de Cibeles. Los recorridos son decididos por la cabecera del pelotón durante el recorrido, siendo asequibles para todo tipo de ciclistas ya que se circula a un ritmo muy relajado y con rutas cortas (unos 10-15 kilómetros).

## Origen e historia

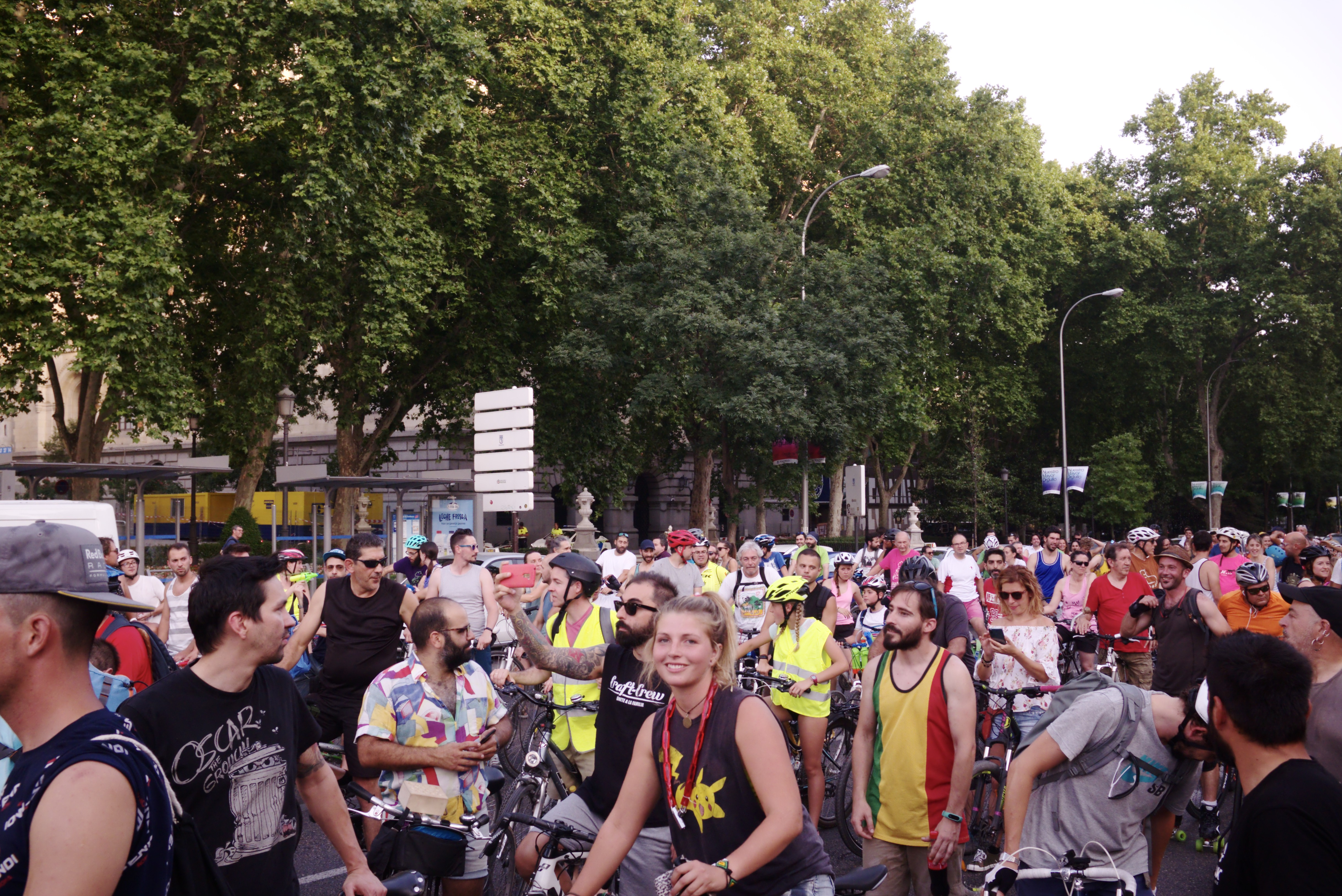
Bici Crítica de Madrid

La idea de una Masa Crítica en Madrid surgió tras la 1ª Ciclonudista mundial, el 19 de junio de 2004, con la voluntad de organizar en Madrid un paseo periódico en bicicleta. Tras un inicial «porque sí y ya está», la primera Bici Crítica tuvo lugar el 28 de octubre de 2004, siendo convocada a partir de entonces el último jueves de cada mes. El evento ha pasado de cuatro amigos a formar un pelotón urbano, con éxito creciente en número de participantes.

## Organización

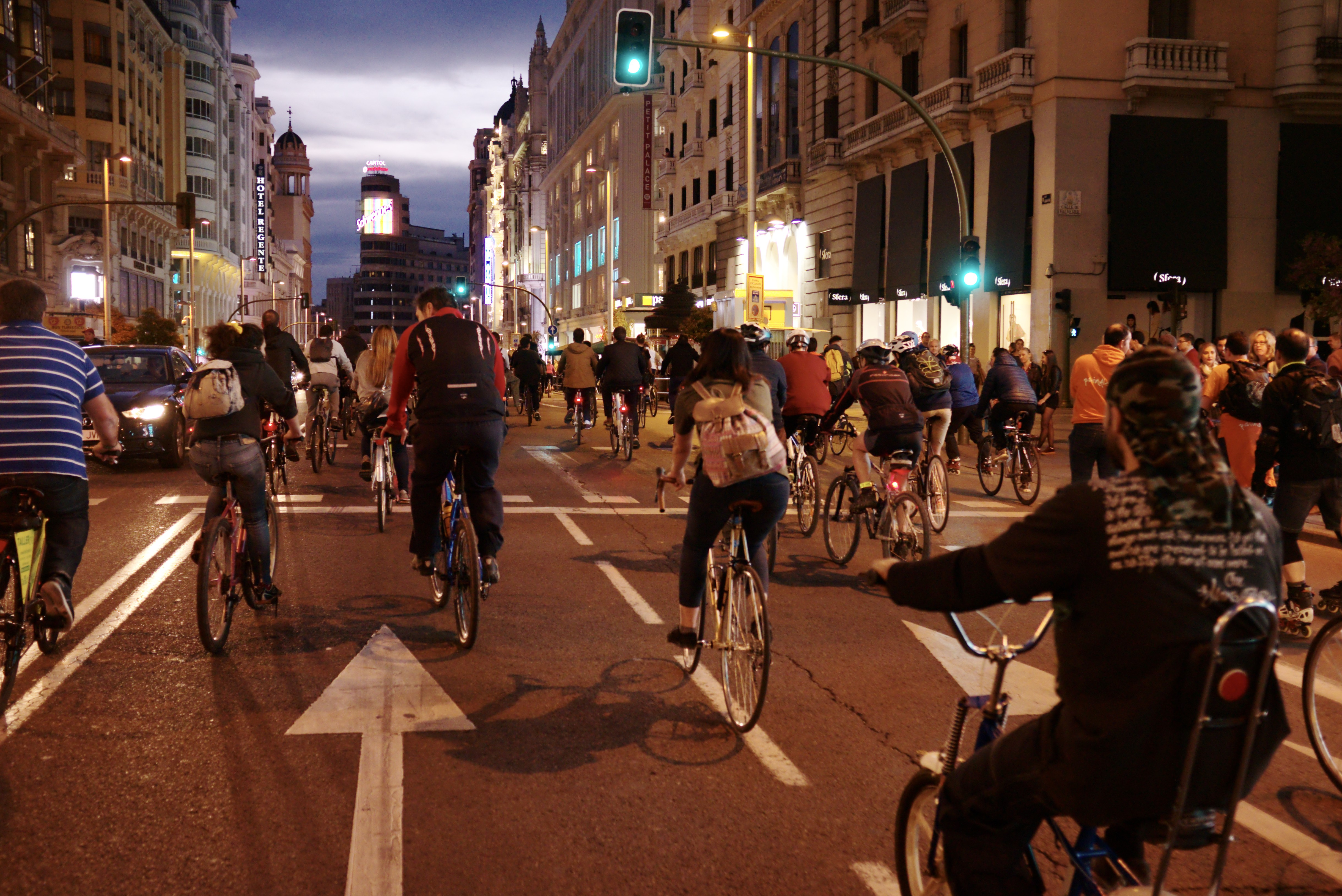
En la Gran Via de Madrid

La Bici Crítica madrileña, como casi todas las masas críticas, carece de organización puesto que es un evento. No es una asociación ni un colectivo, no hay presidente ni organización jerarquizada. Tal y como se dice desde la asociación Pedalibre : La Bici Crítica como tal no tiene entidad jurídica, desde este punto de vista es una ‹nada›, son personas individuales y lo que haga o lo que le pase a cada persona, o a terceros con implicación de esa persona que va con su bicicleta, es responsabilidad de esa persona y sólo de ella.
Los participantes más activos discuten y se informan a través del Grupo Yahoo denominado BiciCrítica . La convocatoria se pasa entre ciclistas a través de volantes y panfletos, del boca a boca y mediante el uso de la lista de correo.

## Manera de circular

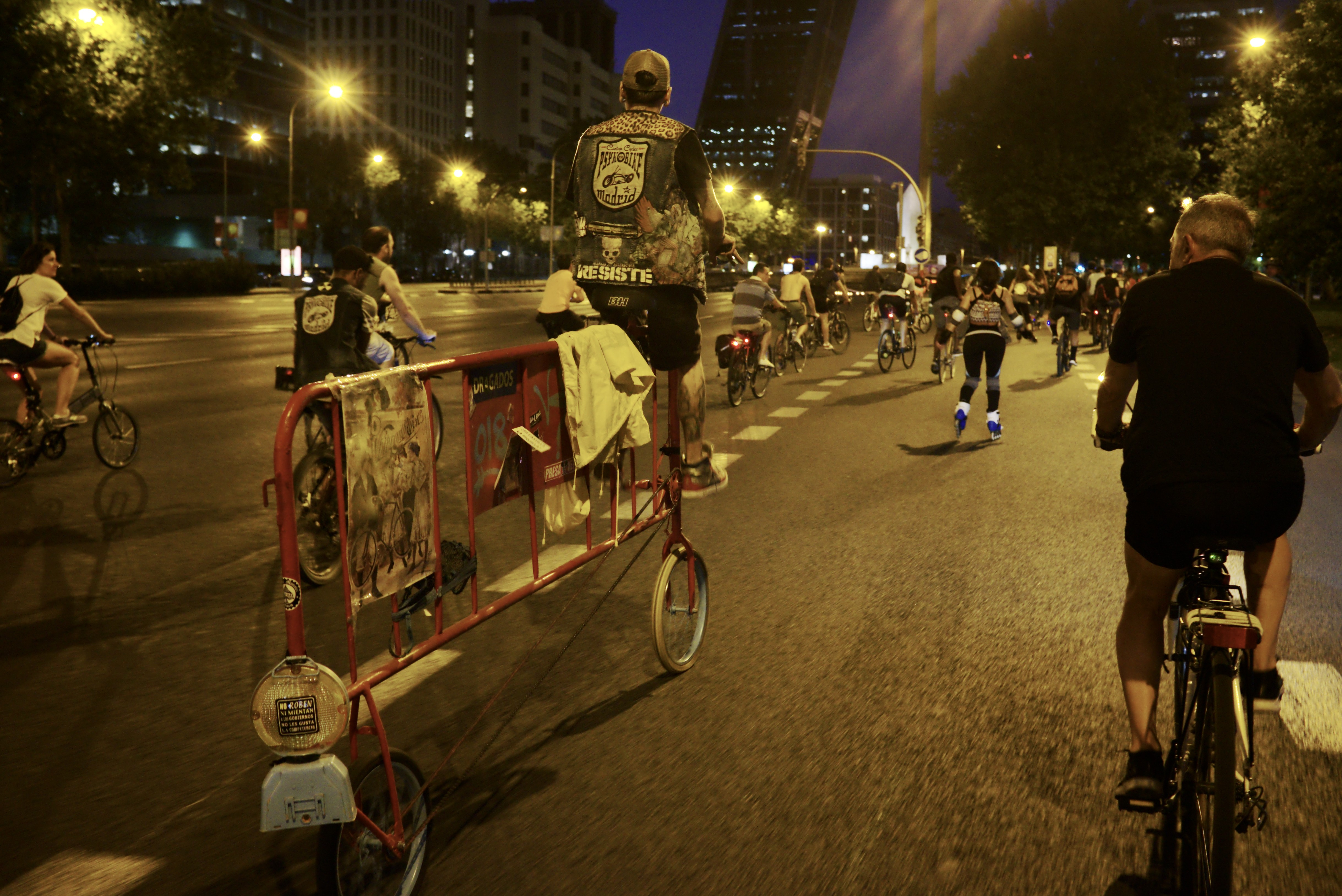
Hay todo typos de bicicletas

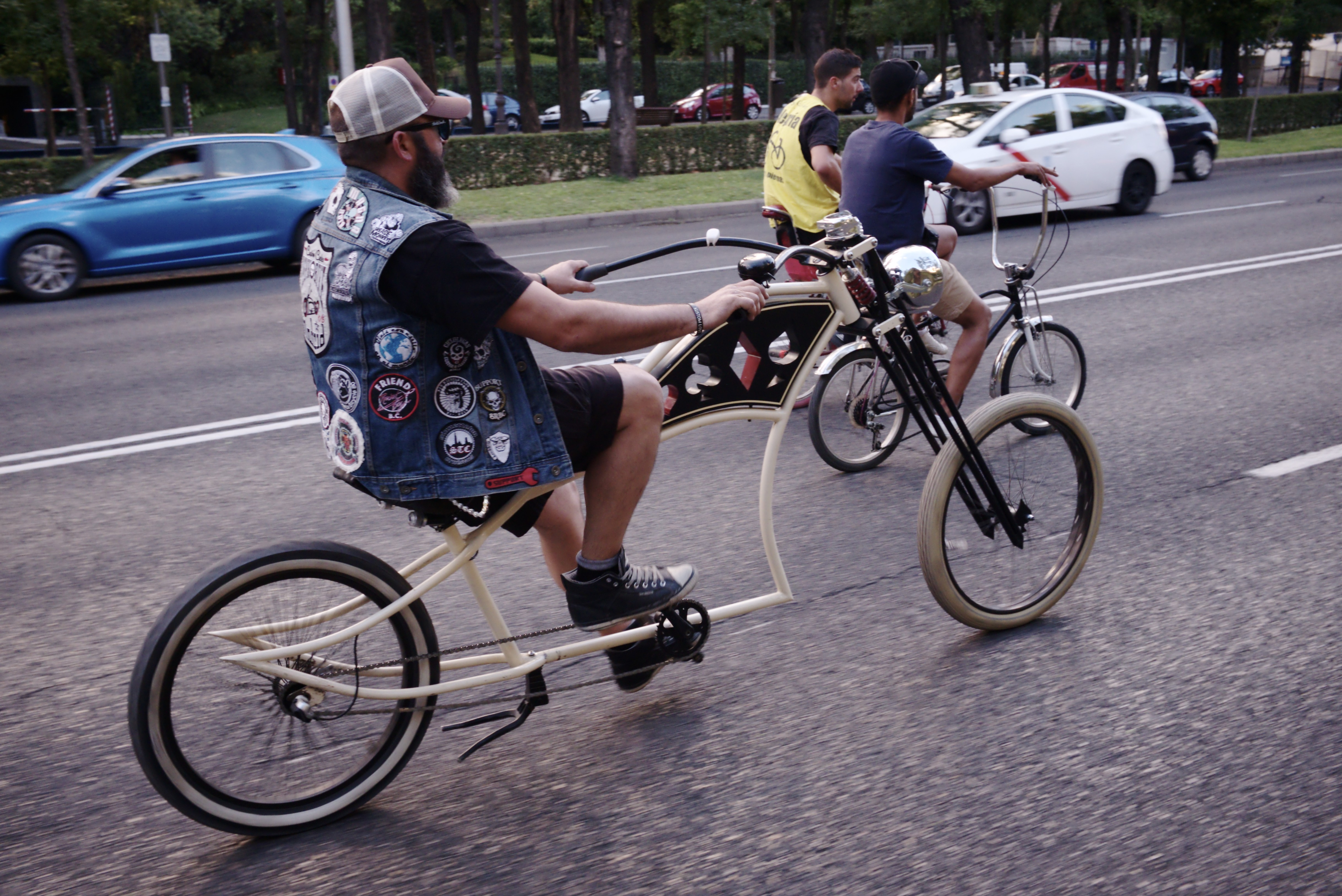
Hay todo typos de bicicletas

La manera de circular básica de los participantes del evento es en pelotón ciclista lo más compacto posible, ocupando todos los carriles (dejando el carril bus libre cuando sea posible), algo que evita la entrada de los coches dentro del conjunto. Se recomienda que los semáforos sólo sean respetados por la cabecera. Aunque, en la medida de lo posible, se deja pasar a los peatones, el pelotón intenta no segregarse y pasar uniformemente en los cruces para evitar problemas con los coches. En caso de que haya problemas se suelen taponar los cruces y las calles adyacentes para evitar el paso de los automóviles, siguiendo las recomendaciones generales de la filosofía de la Masa Crítica. Dado que la Bici Crítica no es una asociación, ni un colectivo, estas normas no son inquebrantables, sino recomendaciones aceptadas y discutidas por la mayoría en la lista de correo. La actitud general del evento es que se trata de un paseo lúdico y festivo donde las actitudes violentas no son bienvenidas. Para los participantes, los conductores y los peatones son ai potenciales ciclistas.

## Número de Participantes (histórico)
En su segundo aniversario, el 26 de octubre de 2006 reunió a 120 participantes a pesar de la amenaza de lluvia, un año antes apenas había 80 ciclistas. A partir de 2008 la cita congrega regularmente a más de 1000 participantes.
El número de asistentes (conocido, estimado o discutido en la lista) por convocatoria ha sido el siguiente:
| Año  | En          | Feb   | Mar | Abr          | May               | Jun          | Jul   | Ag    | Sep   | Oct           | Nov | Dic |
| ---- | ----------- | ----- | --- | ------------ | ----------------- | ------------ | ----- | ----- | ----- | ------------- | --- | --- |
| 2004 |             |       |     |              |                   |              |       |       |       | 4             | 16  | ?   |
| 2005 | ?           | ?     | ?   | Al menos 80  | ?                 | ?            | ?     | ?     | ?     | ?             | ?   | ?   |
| 2006 | 85          | ?     | ?   | 170          | ?                 | 190          | 170   | 120   | 190   | 120           | 203 | ?   |
| 2007 | 160         | 180   | 250 | 125          | 310               | 275          | 250   | 450   | 510   | 510           | 425 | 340 |
| 2008 | 550         | 596   | 500 | 830-871      | 900               | 418-432      | 829   | 906   | 1.200 | 450           | 740 | 500 |
| 2009 | ?           | 1.200 | 900 | ?            | 1.800             | 2.000        | 1.400 | 2.000 | 2.500 | 2.500 - 3.000 | 800 | 70  |
| 2010 | 1.600-2.000 | 200   | 300 | 2.700        | 3.500 ± 1.500 (!) | aprox. 1.000 | 2.500 | ?     | 2.500 | ?             | ?   | ?   |
| 2011 | 200         | 2.500 | ?   | Aprox. 3.000 |                   |              |       |       |       |               |     |     |
| 2012 | ?           | ?     | 600 | ?            | 1.500             | 900          |       |       |       |               |     |     |

## Imágenes
|  |
|  |

|  |
|  |

|  |
|  |

|  |
|  |

|  |
|  |

|  |
|  |

|  |
|  |